# Iris planifolia
Iris planifolia es una especie de la familia de las iridáceas. 

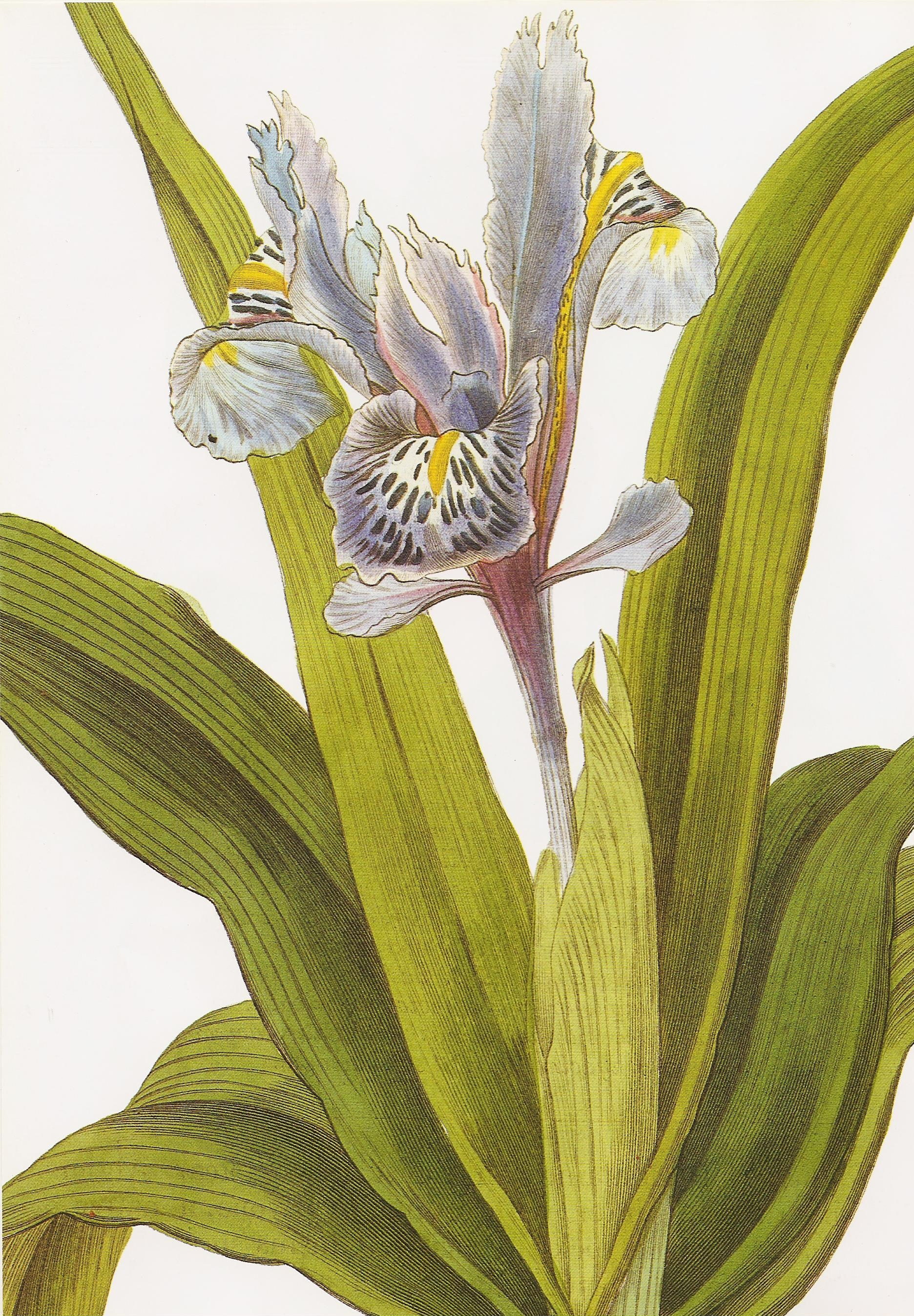
Ilustración de Miss S. A. Drake (fl. 1820s-1840s), del 22 volumen del Botanical Register (1836), editado por John Lindley.

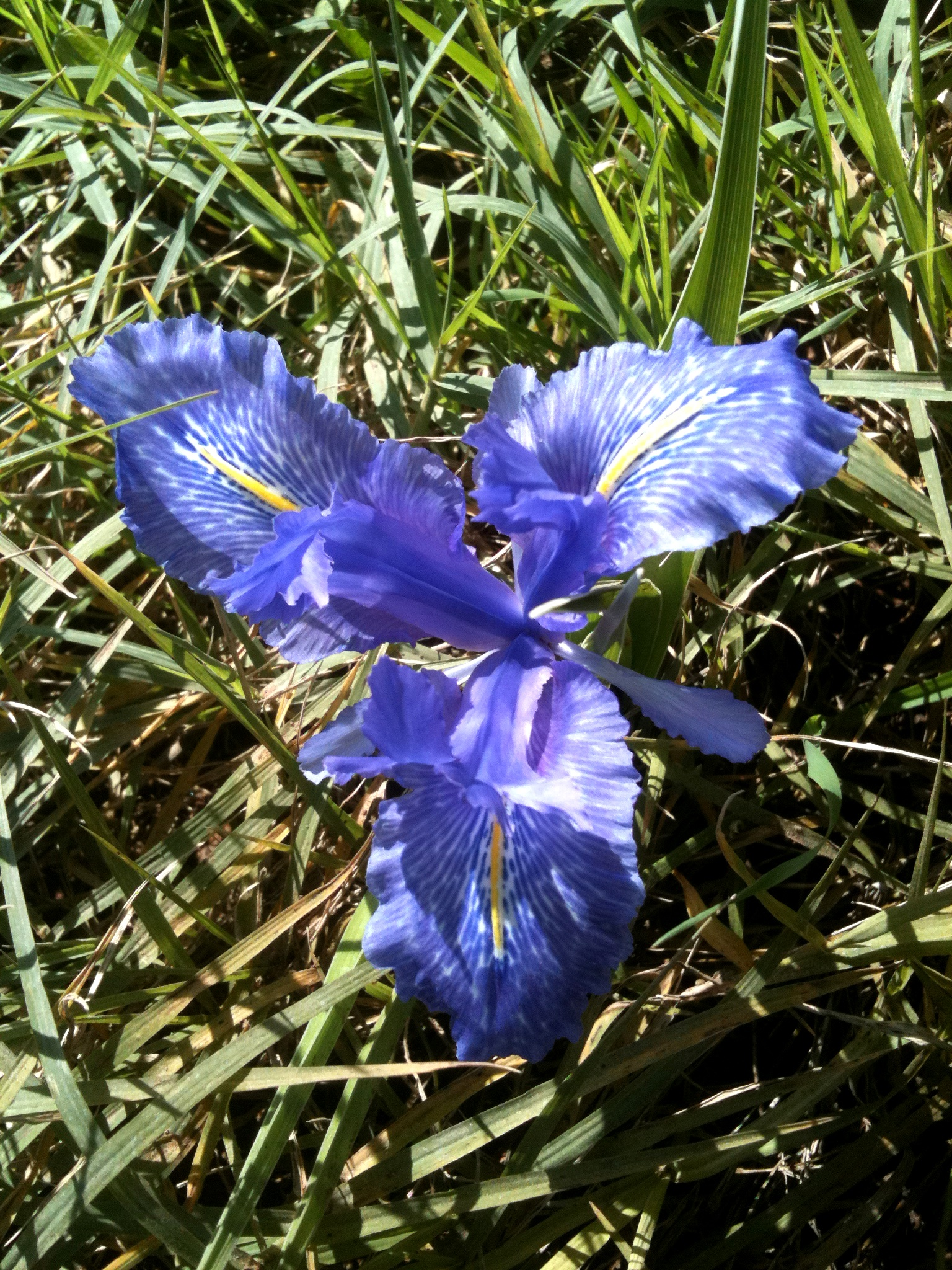
Flor

## Descripción
Planta con bulbos de 3-5 x 2-3,5 (-4) cm, con raíces tuberosas y fistulosas y túnicas membranosas prolongadas hasta 8 (-13) cm por encima del bulbo. Tallos de hasta 3 cm, subterráneos. Hojas de hasta 30 (-35) x 3 cm, planas, plegadas, con margen denticulado, recurvas. Inflorescencia con 1-2 (-4) flores, azul-violetas o blancas. Pedicelos de  1 cm, alargándose hasta 8 cm en la fructificación. Brácteas de hasta 13 (-17) cm, membranosas, con ápice y nervios escabros.  Los frutos son cápsulas de 3-5 cm oblongo-elipsoideas. Semillas de 5,5-6,5 x 4-5 mm, piriformes, rojizas. Tiene un número de cromosomas de 2n = 24, 44. Florece de diciembre a marzo.

## Distribución y hábitat
Preferentemente en suelos arcillosos. Es común en la región mediterránea, desde Portugal y Marruecos hasta Libia y Grecia.

## Taxonomía
Iris planifolia, fue descrita por (Mill.) T.Durand & Schinz y publicado en Consp. Fl. Afr. 5: 143 1894.
Etimología
Iris: nombre genérico llamado así por Iris la diosa griega del arco iris.
planifolia: epíteto latíno que significa "con hojas planas"
Sinonimia
- Coresantha alata (Poir.) Klatt
- Costia scorpioides (Desf.) Willk.
- Iris alata Poir.
- Iris alata f. parviflora Batt.
- Iris alata subsp. trialata (Brot.) Nyman
- Iris microptera Vahl
- Iris scorpioides Desf.
- Iris tarhunensis (Borzi & Mattei) Pamp.
- Iris transtagana Brot.
- Iris trialata Brot.
- Juno alata (Poir.) Rodion.
- Juno planifolia (Mill.) Asch.
- Juno scorpioides (Desf.) Tratt.
- Neubeckia scorpioides (Desf.) Alef.
- Thelysia alata (Poir.) Parl.
- Thelysia grandiflora Salisb.
- Thelysia planifolia (Mill.) Mattei
- Thelysia tarhunensis Borzi & Mattei
- Xiphion alatum (Poir.) Baker
- Xiphion planifolium Mill.[5][6]